# Agoli-Agbo
Pour l’article homonyme, voir Agbo.
Agoli-Agbo, de son nom de naissance Gouthili, est traditionnellement (si on exclut la reine Hangbè et Adandozan) le douzième et dernier roi d'Abomey. Il régna de janvier 1894 à 1900.
Gouthili était le fils du roi Glélé et le frère du successeur de celui-ci, Béhanzin. Il fut proposé et présenté le 15 janvier à Abomey. Une négociation avec les forces françaises menées par le général Alfred Dodds eut ensuite lieu qui mena à l'installation d'un protectorat le 29 janvier.

## Symbole

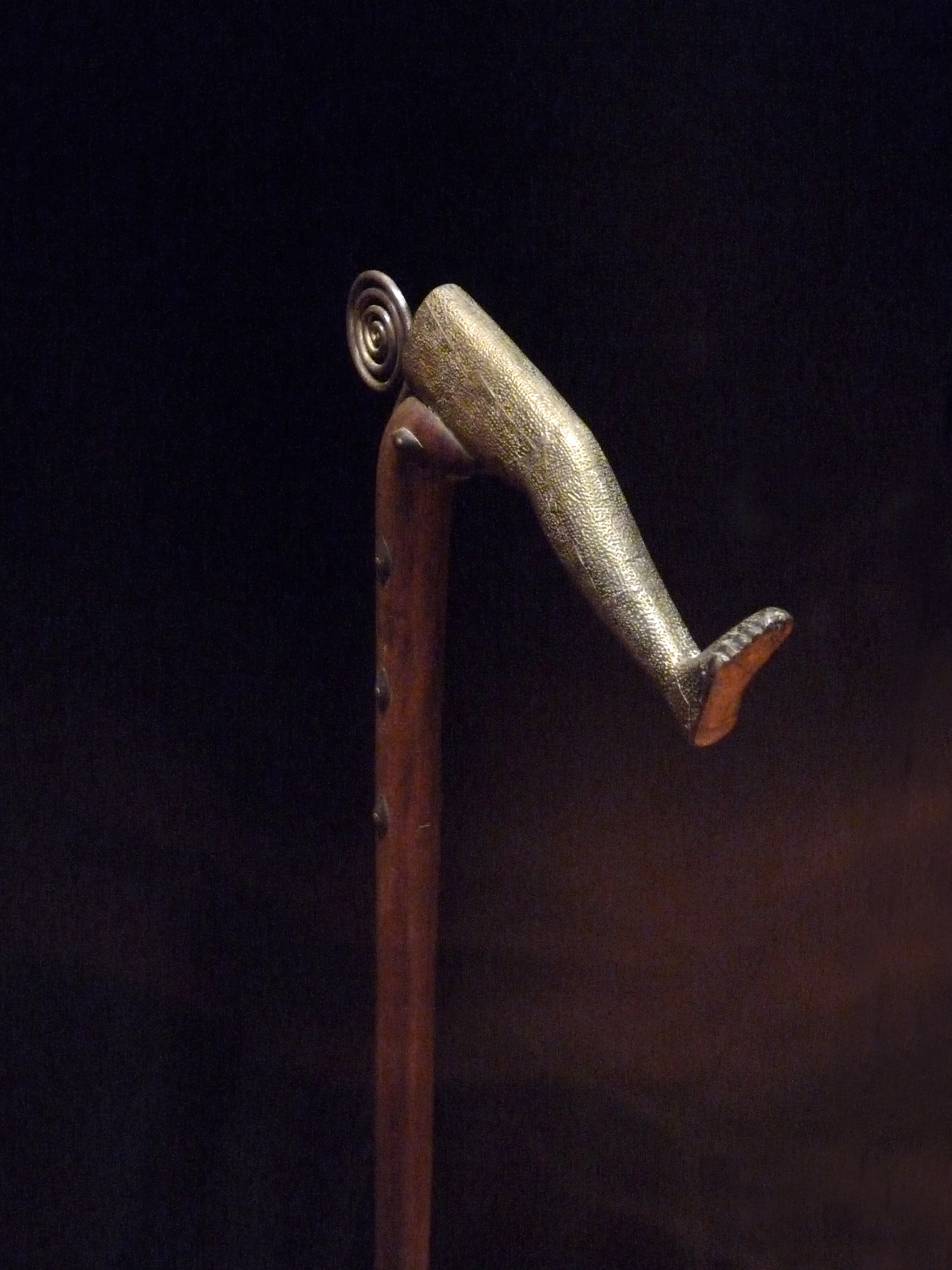
Récade ornée d'une jambe

L'emblème d'Agoli-Agbo est la jambe.

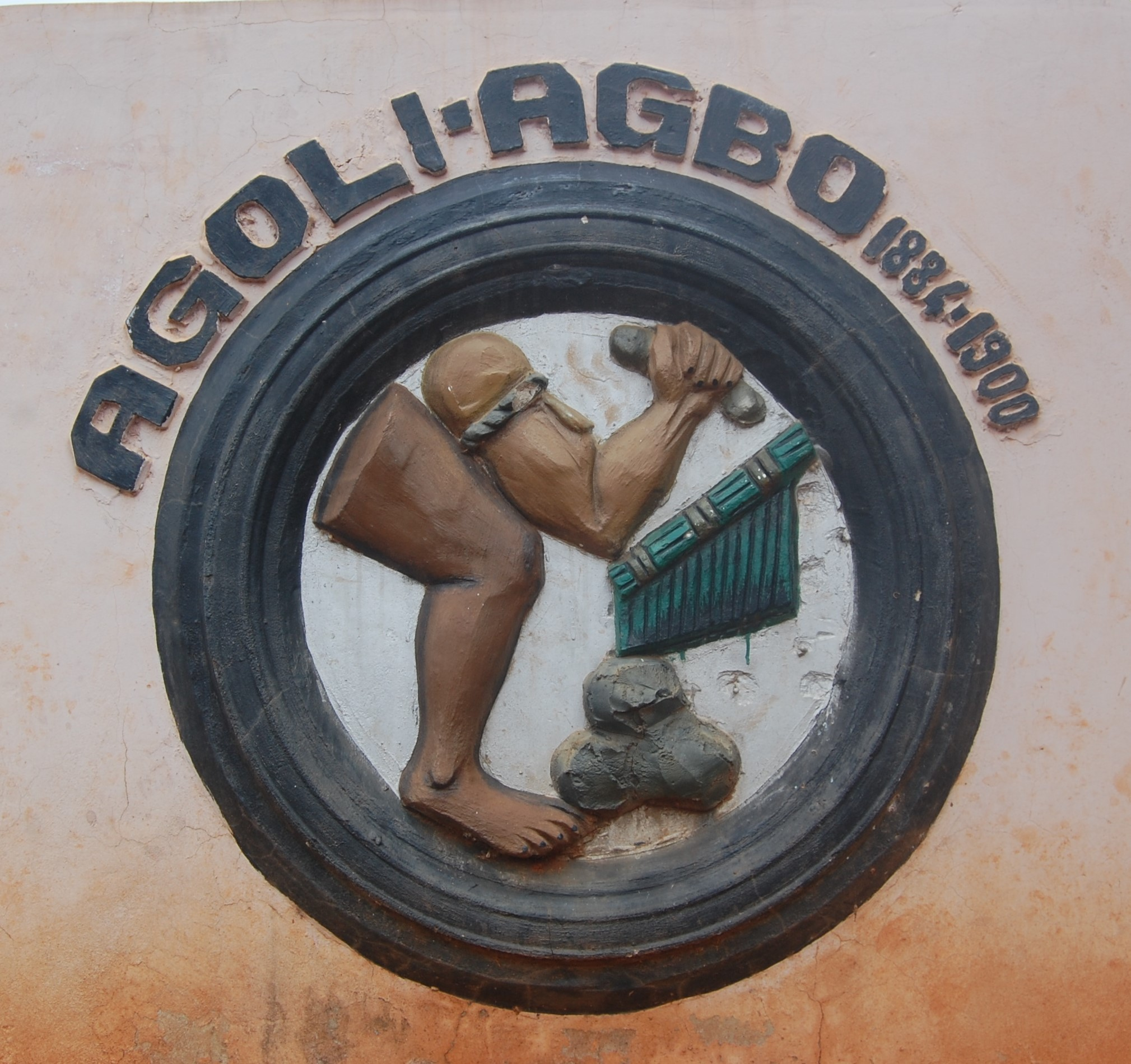
Symbole de Agoli Agbo au mur de la place Goho à Abomey en 2020
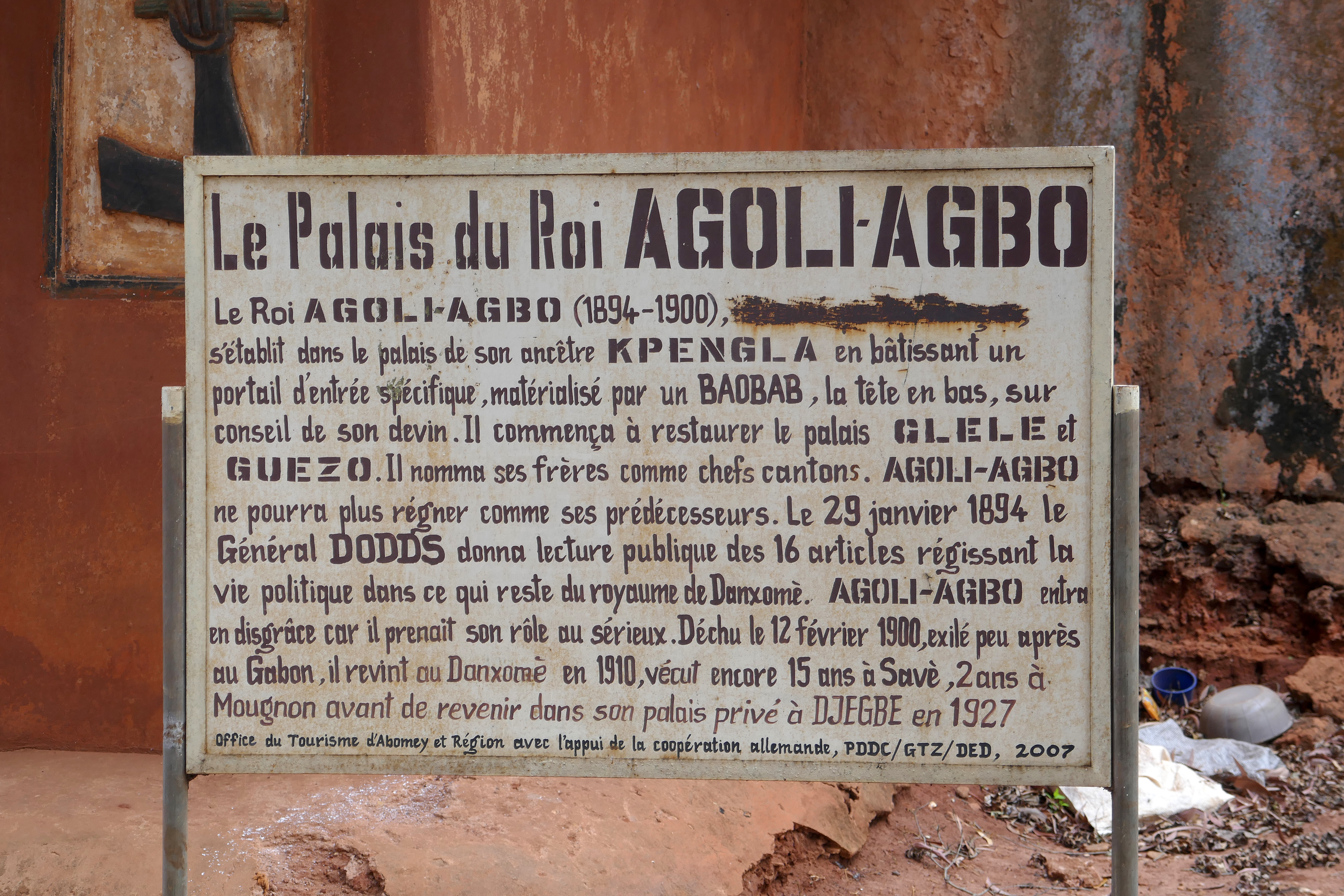
Plaque désignant le palais du roi Agoli-Agbo.
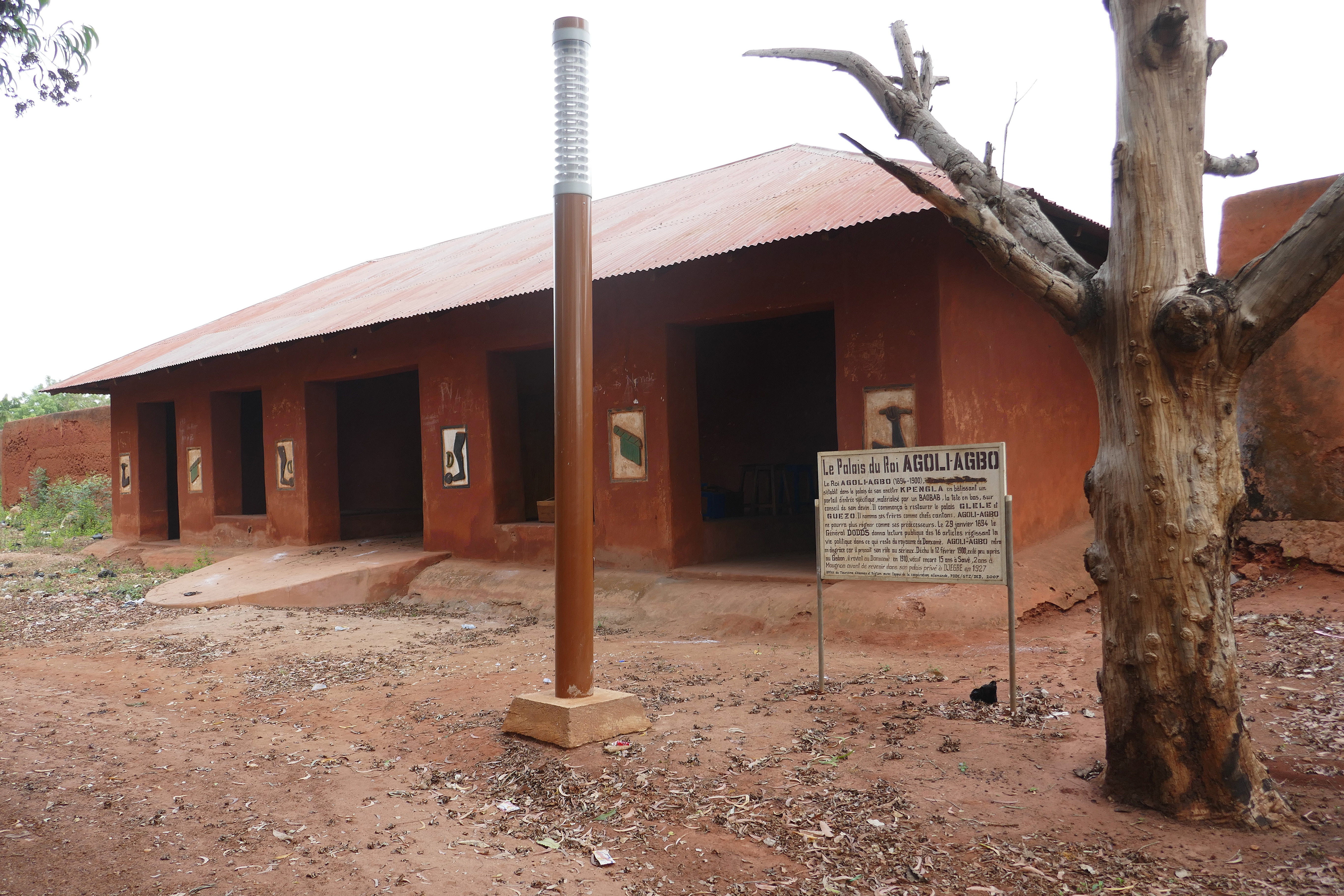
Palais du roi Agoli-Agbo à Abomey.

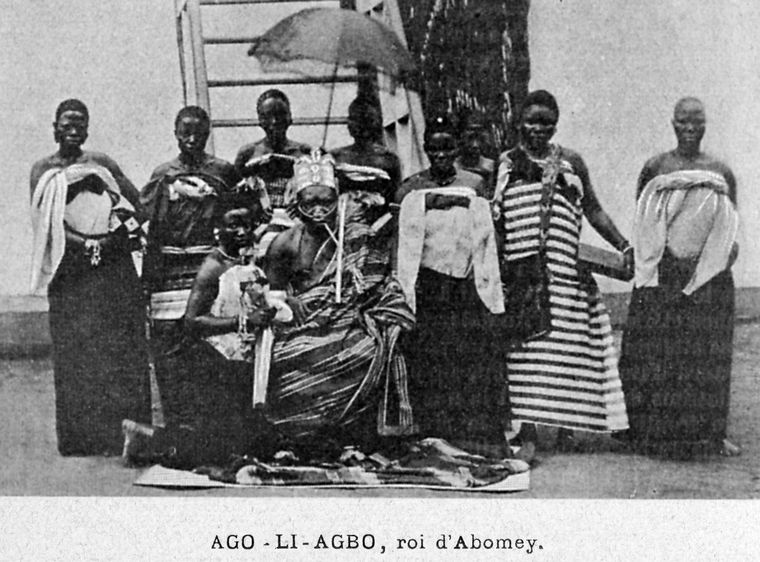
Ago-li-agbo roi d'Abomey.

### Source
- Traité de protectorat et de commerce disponible sur le site des archives nationales d'outre-mer.